# Freddy Troch
Freddy Troch (1950) is een Belgisch magistraat van CD&V-signatuur. Hij zetelt in de Commissie Modernisering Rechterlijke Orde. Voorheen was hij onder meer rechter in Dendermonde en voorzitter van het Comité P. Als onderzoeksrechter boekte hij vooruitgang in het onderzoek naar de Bende van Nijvel.
Troch is licentiaat in de rechten en de criminologie.
Na een korte periode als advocaatstagiair van 1974 tot 1977 werd hij in 1977 substituut-procureur in Dendermonde. Daar werd hij in 1982 rechter en in 1983 onderzoeksrechter. Hij zou in die periode goede resultaten boeken in het onderzoek naar de Bende van Nijvel met de vondst van bendewapens in het kanaal Brussel-Charleroi en onderzoek naar Philippe De Staercke. In 1991 werd hij in dikwijls bekritiseerde omstandigheden van het onderzoek gehaald en kreeg hij zijn ontslag als onderzoeksrechter. Hij werd wel ondervoorzitter van de Dendermondse rechtbank. Van 1993 tot 1999 verliet hij zijn Dendermonde en werd aangesteld als voorzitter van het Comité P.
In de aanloop naar de politiehervorming van 1998 was hij lid van de Commissie voor een Efficiëntere Politiestructuur. Tijdens de regering-Dehaene II (1995 - 1999) was er een akkoord dat Troch de nieuwe adjunct-secretaris-generaal voor de Benelux zou worden, maar de regering-Verhofstadt I honoreerde dit akkoord niet en benoemde een SP-man, Eddy Baldewijns, in de plaats.
Hij keerde in 1999 naar de rechtbank van Dendermonde. Als rechter werd hij in 2005 op bevel van het Gentse hof van beroep gedetacheerd naar het Brugse hof, om te zetelen in het DHKP/C proces. Deze detachering wekte evenwel een schijn van partijdigheid op, waardoor zijn vonnis uit 2006 in die zaak in 2007 door het Hof van Cassatie werd verbroken en het proces herdaan diende te worden. Van 2007 tot 2008 verving hij tijdelijk en met tegenzin de in die periode geschorste nieuwe rechtbankvoorzitter van Dendermonde. Hij gebruikte deze periode om een aantal beslissingen van betrokkene ongedaan te maken, maar stoorde zich aan de ambtelijke kant van het mandaat. Na het beëindigen van die tijdelijke schorsing, eindigde niet alleen zijn waarnemend voorzitterschap, ook verloor hij bij beslissing van de geherinstalleerde rechtbankvoorzitter zijn functie als persrechter. Hem werd, in de plaats van het voorzitterschap van een van de twee kamers met drie rechters waar hij zetelde, een nieuwe kamer toegewezen waar hij alleen zetelde en over kleinere zaken oordeelde. Hij stapte in 2009 op als rechter bij de Dendermondse rechtbank na een aantal van deze conflicten met de rechtbankvoorzitter.
Sinds 2009 is hij lid van en communiceert hij namens de Commissie Modernisering Rechterlijke Orde (CMRO). In deze functie klaagde hij onder andere over de te hoge kosten van bepaalde gerechtelijke technische onderzoeken zoals DNA-onderzoek en telefoontaps.
Op 1 mei 2011 ging hij op vervroegd pensioen en is thans ere-magistraat.

## Troch contra gedoogbeleid
De Dendermondse rechter Troch stond bekend wegens zijn uithalen naar de wetgevende macht in verband met de verwarrende wetgeving en regelgeving in België rond het gebruik en de verkoop van de softdrug cannabis.